# Nitro (musikgrupp)
Nitro var ett amerikanskt glam metalband som bildades i Los Angeles i Kalifornien 1987. Bandet bildades av sångaren Jim Gillette och gitarristen Michael Angelo Batio. Nitro släppte två album: O.F.R. 1989 och Nitro II: H.W.D.W.S. 1991.

## Medlemmar
Senaste medlemmar
- Jim Gillette (f. 10 november 1967 i Nebraska) – sång (1987–1993)
- Michael Angelo Batio (f. 23 februari 1956 i Chicago) – gitarr, keyboard, bakgrundssång (1987–1993)
- Ralph Carter – basgitarr (1991–1993)
- Johnny Thunder – trummor (1991–1993)

Tidigare medlemmar
- T.J. Racer (f. Anthony Brehmer 1 augusti 1968 i Milwaukee) – basgitarr (1987–1991)
- Vinnie Saint James – trummor (1987)
- Bobby Rock (f. 13 juli 1963 i Livermore) – trummor (1987–1989)
- Kevin Jachetta – keyboard (1987)
- K. C. Comet (f. Craig Kasin) – trummor (1989–1991)

## Diskografi
Studioalbum
- O.F.R. (1989)
- Nitro II: H.W.D.W.S (1991)

Samlingsalbum
- Gunnin' for Glory (1999)

Video
- Freight Train (VHS, promo) (1989)